# Нечаева, Элина
Элина Нечаева (эст. Elina Netšajeva) — эстонская оперная певица, представитель Эстонии на конкурсе песни «Евровидение-2018».

## Биография
Элина Нечаева родилась в Таллине. В 2016 году окончила Эстонскую академию музыки и театра по специальности «классическое пение».
В 2018 году певица представила песню «La Forza» (в переводе с итал. — «Сила») на национальном отборочном конкурсе «Евровидения-2018» — Eesti Laul. В суперфинале конкурса Нечаева одержала победу по результатам голосования телезрителей, получив право представлять Эстонию на «Евровидении-2018» в Лиссабоне.
Элина Нечаева сыграла себя в фильме «Евровидение: История огненной саги».

## Евровидение-2018
Участница выступала в первом полуфинале под 9 номером, где успешно прошла в финал и заняла 5 место с 201 баллами. В финале она выступала под 6 номером, и заняла 8 место с 245 баллами.